# Florida City
Florida City – miasto w Stanach Zjednoczonych, w stanie Floryda, w hrabstwie Miami-Dade.